# Jason Ridge

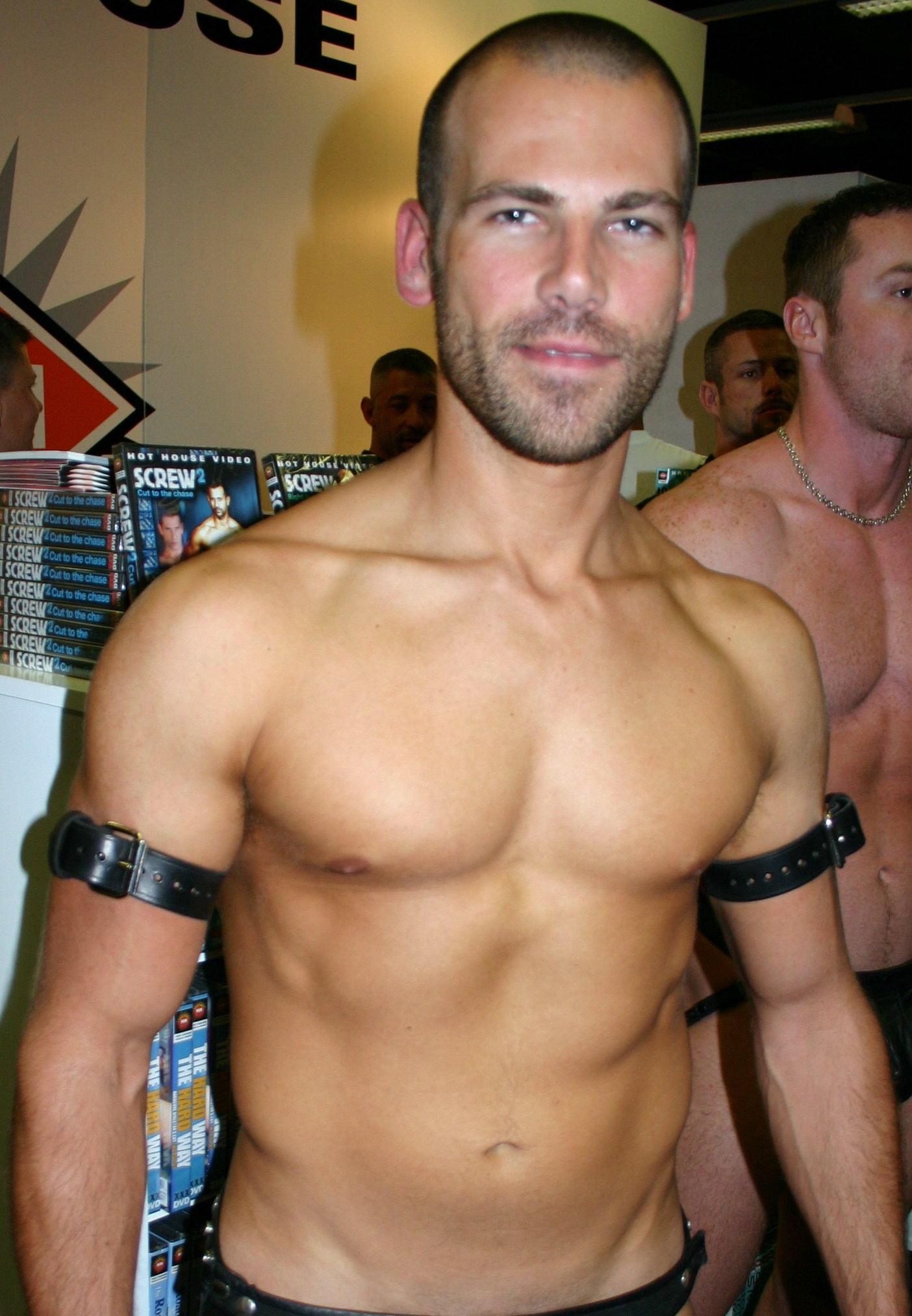
Jason Ridge

Jason Ridge (* 28. Dezember 1974 in Chicago, Illinois) ist ein US-amerikanischer Pornodarsteller.

## Leben
In den Vereinigten Staaten drehte Ridge verschiedene Pornofilme. Er war unter anderem für Hot House Entertainment tätig und gründete sein eigenes Unternehmen Ridgeline Films. Er erhielt bedeutsame Preise der US-amerikanischen Pornoindustrie.

## Preise und Auszeichnungen (Auswahl)
- GayVN Awards, 2004 Best Newcomer
- Grabby Awards 2008 Bester Darsteller,  Wall of Fame 2010[1]

## Filmografie (Auswahl)
- Beyond Malibu
- Getting It Straight
- Up Country
- Gigolo
- Communion
- Crossing the Line: Cop Shack 2
- Spy Quest 3
- Hot House Backroom
- The Intern
- A Rising Star
- Paradise Found
- La Dolce Vita
- Cop Shack on 101
- The Velvet Mafia: Part 1 & 2
- Butch Alley
- Trunks 2
- Wet Palms
- Gunnery Sgt. McCool
- At Your Service
- Mischief
- Super Soaked
- Theo Blake's Seeing Stars
- Dirty Little Sins
- Skuff III: Downright Wrong
- 8 Simple Rules for Doing My Son
- The Hunted
- Young Gods
- Mars Needs Men
- A Matter of Size 2
- Bed Heads
- Unzipped
- Entourage: Episode II
- The Missing
- Hole Patrol
- Red Devil Solos: Chicago
- In Bed with
- Canvas
- Sexual Urban Legends
- Take One for the Team
- Nasty Nasty
- The Bombardier